# 1120

## Události
- 25. listopadu – ztroskotání lodi White Ship v kanálu La Manche poblíž břehů Normandie
- založen italský cisterciácký klášter Tiglietto

## Narození
- ? – Ludvík VII. Francouzský, francouzský král († 18. září 1180)

## Úmrtí
- 25. listopadu – Vilém Aetheling, jediný syn a dědic anglického krále Jindřicha I., při ztroskotání lodi White Ship (* 1103)
- ? – Balduin III. Henegavský, henegavský hrabě (* 1088)

## Hlavy států
- České knížectví – Bořivoj II. – Vladislav I.
- Svatá říše římská – Jindřich V.
- Papež – Kalixtus II. (vzdoropapež: Řehoř VIII.)
- Anglické království – Jindřich I. Anglický
- Francouzské království – Ludvík VI. Francouzský
- Polské knížectví – Boleslav III. Křivoústý
- Uherské království – Štěpán II. Uherský
- Byzantská říše – Jan II. Komnenos